# Maincy
Maincy település Franciaországban, Seine-et-Marne megyében. Lakosainak száma 1833 fő (2022. január 1.). Maincy Vaux-le-Pénil, Rubelles, Saint-Germain-Laxis, Sivry-Courtry, Melun és Moisenay községekkel határos.

## Népesség
A település népességének változása:
| Lakosok száma | 1715 | 1699 | 1746 | 1732 | 1798 | 1808 | 1819 | 1833 | 1833 |
|               | 2013 | 2015 | 2016 | 2017 | 2018 | 2019 | 2020 | 2021 | 2022 |